# 삼산중로
삼산중로(Samsanjung-ro)는 울산광역시 남구 달동 삼성자동차학원교차로와 삼산동 남부소방서앞교차로를 잇는 울산광역시의 도로이다.

## 주요 경유지
울산광역시
- 남구 (달동 · 삼산동)

## 노선
| 이름                   | 접속 노선                      | 소재지     | 소재지 | 소재지 | 비고 |
| ---------------------- | ------------------------------ | ---------- | ------ | ------ | ---- |
| 삼성자동차학원앞교차로 | 꽃대나리로                     | 울산광역시 | 남구   | 달동   |      |
| 현대백화점사거리       | 울산광역시도 제40호선 (삼산로) | 울산광역시 | 남구   | 달동   |      |
| 현대백화점교차로       | 삼산중로74번길 왕생로66번길    | 울산광역시 | 남구   | 달동   |      |
| 달동현대아파트앞       | 삼산중로84번길                 | 울산광역시 | 남구   | 달동   |      |
| 대현중학교입구사거리   | 왕생로86번길                   | 울산광역시 | 남구   | 달동   |      |
| 남구보건소앞           | 돋질로                         | 울산광역시 | 남구   | 달동   |      |
| 노인복지회관앞교차로   | 삼산중로131번길                | 울산광역시 | 남구   | 삼산동 |      |
| 근로복지회관앞         | 웅상대로                       | 울산광역시 | 남구   | 삼산동 |      |
| 남부소방서앞교차로     | 울산광역시도 제50호선 (강남로) | 울산광역시 | 남구   | 삼산동 |      |

## 주요 건물및 시설
- GS25 울산현대점 (울산광역시 남구 달동 삼산중로 17)
- 세븐일레븐 울산삼산중앙로점 (울산광역시 삼산동 삼산중로 36)
- 새마을금고 중앙지점 (울산광역시 달동 삼산중로 67)
- KFC 울산현대점 (울산광역시 달동 삼산중로 71)
- GS25 삼산우성점 (울산광역시 삼산동 삼산중로 131)
- CU 삼산삼신현대점 (울산광역시 삼산동 삼산중로 135)
- 울산남부소방서 (울산광역시 삼산동 삼산중로 149)
- 삼산119안전센터 (울산광역시 삼산동 삼산중로 149)